# Studebaker Champion
De Studebaker Champion was een productlijn van Studebaker. De productlijn doorliep vijf generaties en werd in 1958 opgevolgd door de Studebaker Lark.

## Fotogalerij

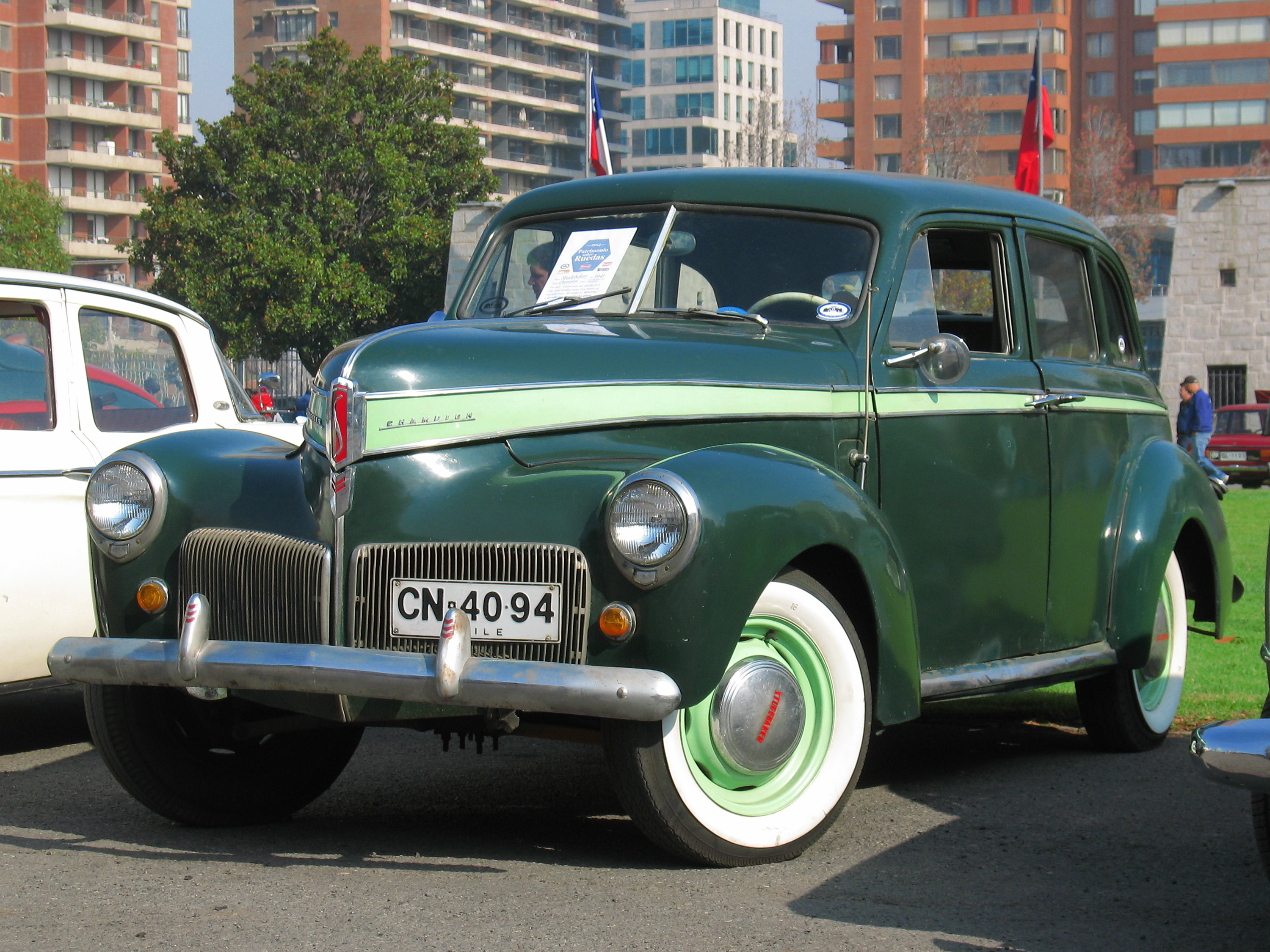
Eerste generatie (1939-1941)
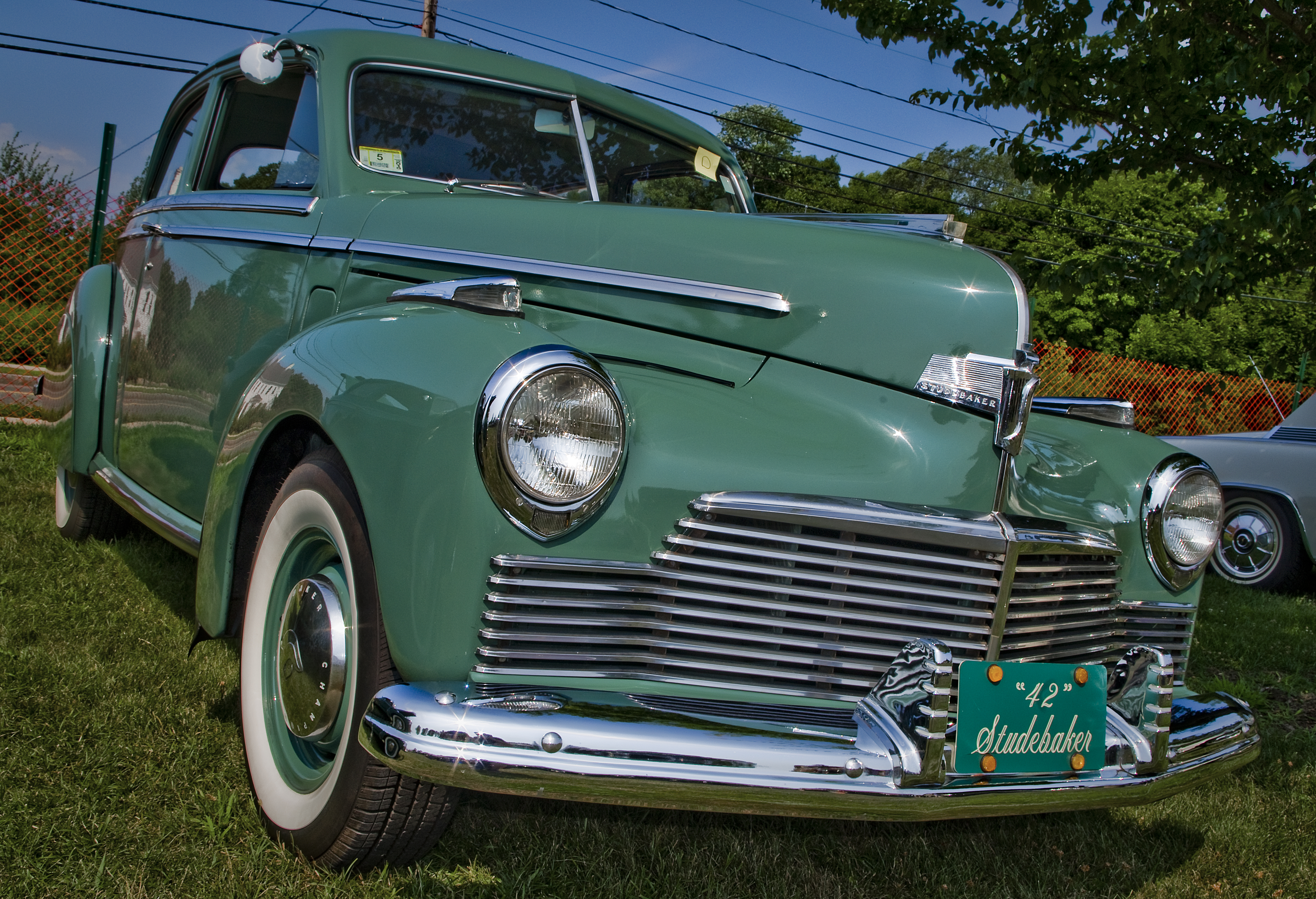
Tweede generatie (1942-1946)
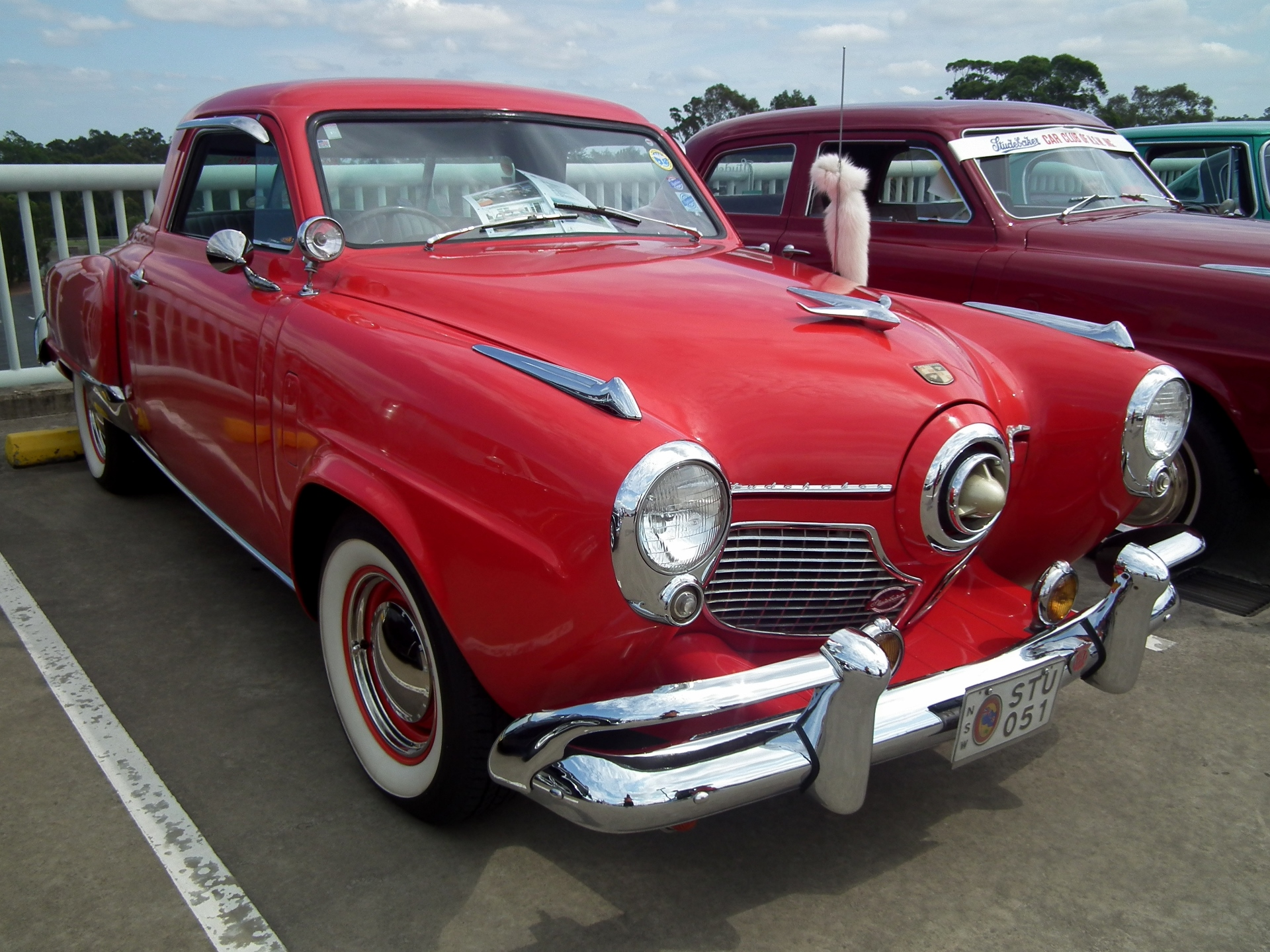
Derde generatie (1947-1952)
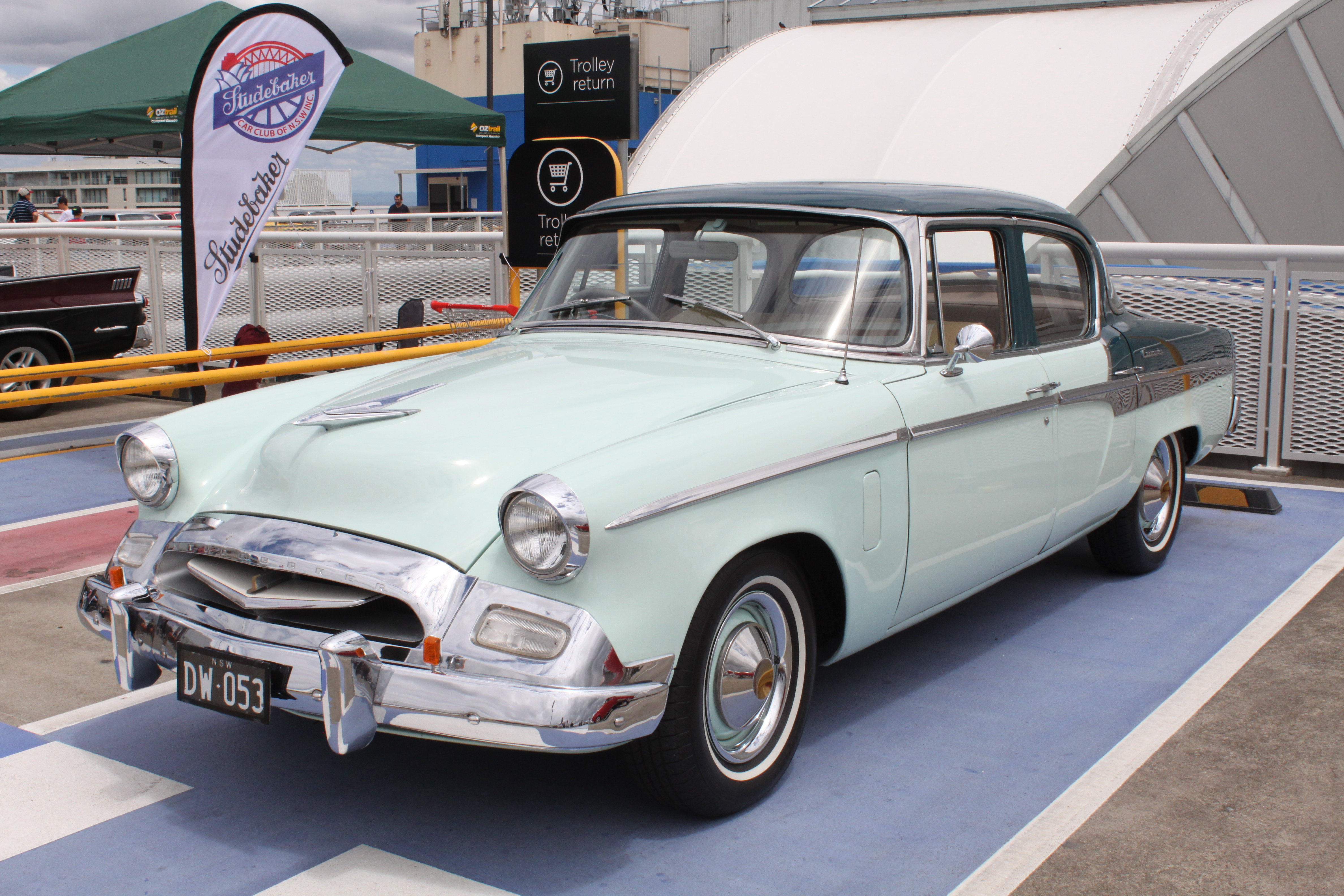
Vierde generatie (1953-1956)
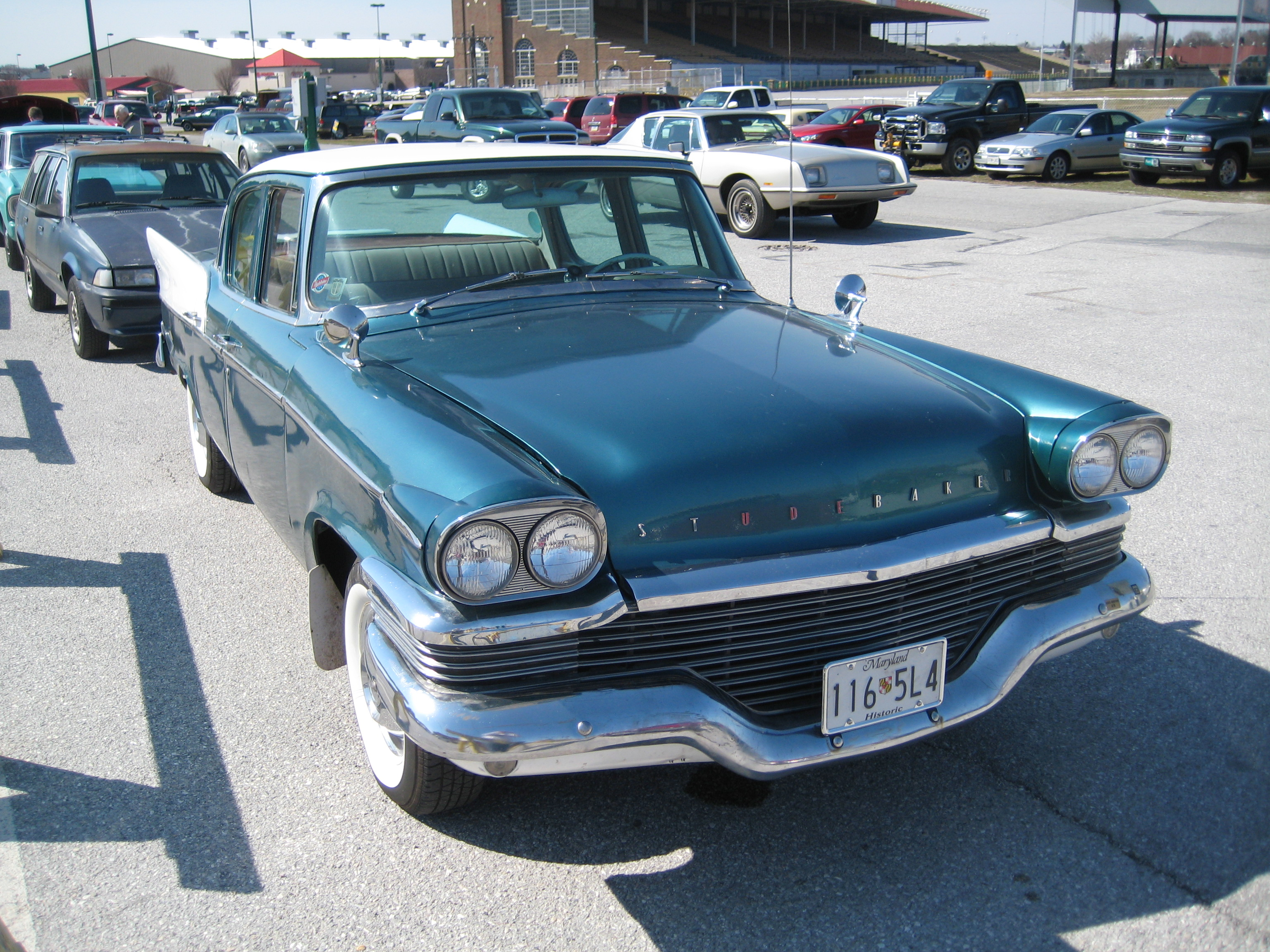
Vijfde generatie (1957-1958)